# Eperopolis
Als Konzept der Eperopolis (griechisch Επερόπολης, Plural eperopolises oder eperopoleis) wird die hypothetische Entstehung einer kontinentweiten Stadt bezeichnet.
Der ekistischen Wissenschaft zufolge bildet die Eperopolis die 14. und vorletzte Stufe innerhalb der Stadtentwicklung. Die Ecumenopolis stellt die übergeordnete Einheit einer planetweiten Stadt und letzte Entwicklungsstufe dar.
Der Großraum Nylonkong, der die Städte New York City, London, und Hongkong vereint, gilt aufgrund der ähnlichen Entwicklung als erste Verwirklichung dieses Konzeptes. Dem griechischen Architekten und Stadtplaner Konstantinos A. Doxiadis zufolge könnte auch der Großraum Paris-Prag in Verbindung mit der Raum Bremen-München als Eperopolis gelten. Derartige Konzepte treten ebenso in der Neuromancer-Trilogie von William Gibson auf.